# Mukhsin
Mukhsin es una película dramática de 2006 producida en Malasia. Dirigida por Yasmin Ahmad, es la tercera entrega de la trilogía «Orked», compuesta además por los filmes Sepet (2004) y Gubra (2006). Tras obtener premios y reconocimientos en diferentes festivales de cine en varios países, logró cosechar casi 2 millones de dólares malasios por concepto de taquilla el país asiático.

## Sinopsis
Un joven criado en un difícil entorno llamado Mukhsin conoce a Orked, una niña que no tiene miedo de jugar con niños varones. Ambos inician una fuerte amistad, tanto que Mukhsin adecúa su bicicleta para poder pedalear junto a ella por las avenidas. Los problemas aparecen cuando el joven empieza a desarrollar un interés romántico por la niña y es rechazado tajantemente, poniendo en riesgo su amistad.

## Reparto
- Mukhsin - Syafie Naswip
- Orked - Sharifah Aryana
- Mak Inom - Sharifah Aleya
- Kak Yam - Adibah Noor
- Pak Atam - Irwan Iskandar
- Orked adulta - Sharifah Amani
- Husin - Taiyuddin Bakar

Fuente:

## Temática

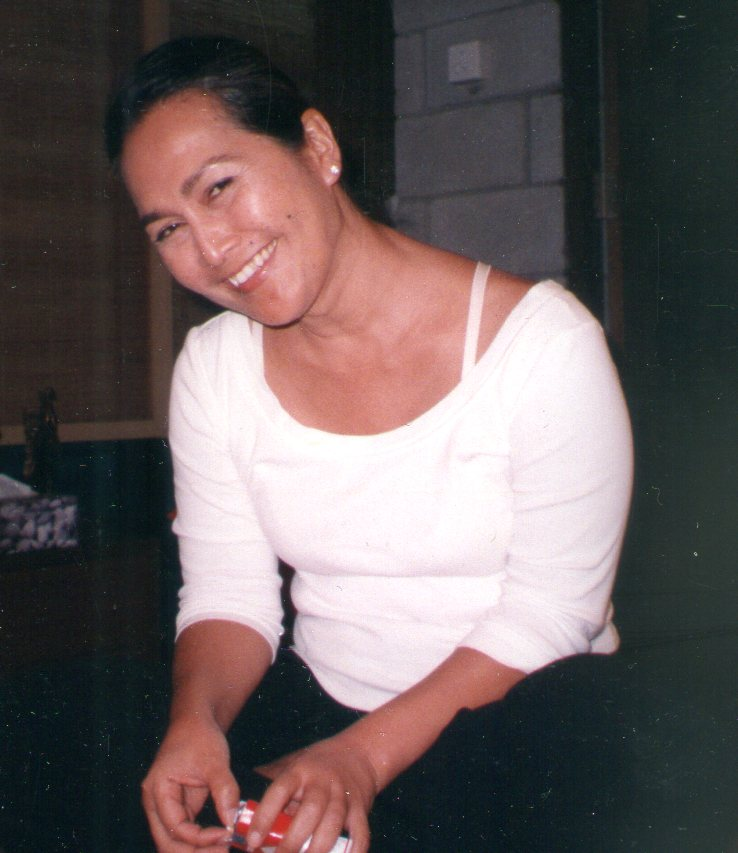
Mukhsin es la cuarta película de la directora Yasmin Ahmad, en la imagen.

La directora Yasmin Ahmad quiso contar una historia sobre un amor infantil no correspondido. Afirmó al respecto: «Quería hacer una película sobre una experiencia por la que todos hemos pasado. ¿Qué sucede cuando tu mejor amigo, al que conoces desde que eras joven, de repente desarrolla sentimientos románticos por ti? Nunca he sido capaz de entender por qué algo tan hermoso como el florecimiento del amor tenga que significar el final de una amistad igualmente hermosa». Orked, la protagonista femenina de la historia, aparece también en una versión adulta en los filmes Sepet (2004) y Gubra (2006) de la trilogía que lleva su nombre.

## Estreno y recaudación
El filme participó en la 57ª edición del Festival Internacional de Cine de Berlín (2007), donde obtuvo el Gran Premio Deutsches Kinderhilfswerk y una Mención Especial Crystal Bear. Logró otros reconocimientos en eventos como Cinemanila International Film Festival y el Malaysian Film Festival. Su recaudación final por concepto de taquilla fue de casi 2 millones de dólares malasios, en lo que se consideró un caso de éxito por tratarse de un filme independiente.
En 2020 fue restaurada en formato 4K por The Japan Foundation y presentada en la edición número 33 del Festival Internacional de Cine de Tokio, en el que también participó en 2006 en su versión original.

## Recepción
La película recibió reseñas positivas en general. Joanne Laurier del portal World Socialist Web Site la definió como una cinta «desenfadada, detallista y relativamente ligera», indicando además que es «una obra en ocasiones encantadora, pero no terriblemente conmovedora». En la página de reseñas Rotten Tomatoes tiene un 82% de aprobación.
En Slant Magazine recibió tres de cuatro estrellas posibles del crítico Ed González, quien la comparó con Buenos días de Ozu Yasujirô. Manifestó que la diferencia entre Ozu y Ahmad es que el estilo de esta última «es más ágil, muy sincronizado con la forma en que las vidas se cruzan, las miradas se intercambian y el amor se descuida». La reseña de la revista Time Out también resaltó la labor de la directora al afirmar que «Ahmed muestra una gran habilidad para pintar una vida familiar colorida, rica y creíble, así como para retratar su incipiente relación con gran ternura y fragilidad».